# Batboy
Ein Batboy oder eine Batgirl ist eine Person im Sport, die die Baseballschläger eines Teams trägt. Ein Batboy kann auch die Ausrüstung auslegen und die Basebälle mit Rubbing Mud einreiben.

## Geschichte
Maskottchen und Batboys waren beide seit den 1880er-Jahren Teil des Baseballs. Das vielleicht berühmteste Maskottchen/Batboy war Eddie Bennett, der angeblich von der Chicago White Sox auf Drängen von Happy Felsch 1919 als Maskottchen angeheuert wurde. Diese Geschichte hat Eddie oft erzählt, aber kein White Sox Spieler hat sie jemals bestätigt. Nach dem Skandal um die World Series 1919 wurde Eddie 1920 von den Brooklyn Dodgers angeheuert. Als die Dodgers die World Series 1920 gegen die Cleveland Indians verloren, deuteten einige an, dass die vier verlorenen Spiele darauf zurückzuführen waren, dass Bennett nicht zu den vier Spielen in Cleveland mitgenommen wurde. Danach diente er fast 12 Jahre lang als Maskottchen/Batboy für die New York Yankees.

## Uniform
Batboys tragen in der Regel das gleiche einheitliche Design wie das zugehörige Team. Sie tragen in der Regel einen Helm, um sie vor Bällen und Schlägern zu schützen.
Batboys sind normalerweise Angestellte der Heimmannschaft. Heim-Batboys haben oft regelmäßige Jobs bei einem Team und tragen daher ihren Vornamen auf ihren Uniformen. Gastmannschaften hingegen wissen in der Regel nicht, wer ihnen als Batboy bei Auswärtsspielen dienen wird und schicken daher Uniformen verschiedener Größen zum Spielort.
Die Uniform eines Batboys kann mit seiner eigenen Nummer versehen werden, trägt aber in der Regel 00 oder "BB". Wenn eine Batboy-Uniform keinen Vornamen trägt, hat sie in der Regel den Begriff 'BAT BOY' aufgenäht oder diese Stelle wird leer gelassen.